# Elcaribe obscurus
Elcaribe obscurus är en tvåvingeart som först beskrevs av Daniel William Coquillett 1893.  Elcaribe obscurus ingår i släktet Elcaribe och familjen stilettflugor. Inga underarter finns listade i Catalogue of Life.